# Aspila dipsacea
Aspila dipsacea là một loài bướm đêm trong họ Noctuidae.